# Jurij Iljin
Jurij Ivanovytj Iljin (ukrainska: Юрій Іванович Ільїн) född 21 augusti 1962 i Rogatjov (nu Rahatjoŭ), Vitryska SSR, Sovjetunionen, var stabschef för de militära styrkorna i Ukraina under några dagar i februari 2014, då han 19 februari 2014 övertog posten från Volodymyr Zamana. Iljin avskedades efter bara några dagar på posten som överbefälhavare, efter statskuppen 22 februari har den tillfällige presidenten Oleksandr Turtjynov övertagit rollen som överbefälhavare för landets militära styrkor. Iljin blev inlagt på sjukhus efter en hjärtattack den 27 februari. Han lämnade sin post som stabschef för de militära styrkorna 28 februari. Han ansågs även ha för nära band med den förra presidenten Viktor Janukovitj.
Iljin startade sin militära karriär i den sovjetiska Svartahavsflottan. I samband med Sovjetunionens upplösning 1991/1992 tillföll större delen av flottan Ukraina, då större delen av flottan var förlagd på det som blev ukrainskt territorium. Iljin tjänstgjorde därefter i Ukrainas flotta senast som viceamiral.